# 神凪りこ
神凪 りこ (かんな りこ、2005年9月25日 - )は、日本のモデル、女優。埼玉県さいたま市出身。ソフィアコレクション合同会社およびN-Leaves合同会社と業務提携している。

## 略歴
8歳から15歳までサッカーに打ち込み、ミッドフィールダー (MF) として活躍。なでしこジャパン入りを目指していたが、新型コロナウイルス感染症の影響によりサッカーを断念し、15歳からモデル活動を開始。17歳から女優業も始める。

## 人物
フットサルイベント「リコニコ」を主催し、ファンは「ニコリー」と呼ばれる。座右の銘は「RIKO NIKO (心からの笑顔)」。趣味は一眼レフカメラでの写真撮影や散歩、休日には1人でJリーグ観戦に行くほどのサッカー好き。

### 趣味・嗜好
- サッカー観戦
- フットサル
- 一眼レフカメラ撮影
- 散歩
- 笑うこと

### 資格
- 書道特待生
- 簿記2級
- 発達障害支援実務士

## 出演

### 映画
- 恋にセックスは必要ですか？ (2024年) – 元野花音 役
- クラクラ (2025年)

### TV
- THE 突破ファイル 海パン刑事 ギャル役 (2025年、日本テレビ系列)

### ネット番組
- バンタン クリエイター アカデミー WEBムービー (2023年)
- エモ告シリーズ (2023年)
- モブヨン (2024年)

### インターネットTV
- マツキヨ ココカラショート動画 (2024年、YouTube)
- ロート製薬 TikTok動画 (2025年)
- TikTokショートドラマ LUX「母親大変身！」 (2025年)

### CM
- ハミング夏篇 女子サッカー部役 (2025年)
- SHE likes 推し活篇 ダンサー役 (2025年)

### ミュージックビデオ
- りりあ。君の隣で。 (2023年) – サブキャスト
- アミ・アムアイ少女 (2024年) – メインキャスト
- Tiny Thor針 (2024年) – 単独出演

### 出版・メディア
- 美術手帖 2024年1月号掲載

### プロモーションビデオ
- 3D Life Works株式会社 公式PV (2025年)

### 広告モデル
- 撮影サービス KIMONOKIND – 振袖モデル (2023年)

### ファッションショー
- ミス・ヴィヴィアナ2024 × ミラノコレクション ファッションショー (2024年)

### コンテスト
- ミス・ヴィヴィアナ・ジャパン2025 ファイナリスト TOP10、QUEEN OF THE RISING SUN (杉本りこ名義)[2][3]
- 第8回 青山ウエディングクイーンコンテスト – クイーン受賞

## イベント
- さいたま国際芸術祭プログラム (2023年)